# Figura św. Rozalii w Żywcu
Figura św. Rozalii w Żywcu – znajdująca się w Żywcu przy ulicy Kościuszki figura poświęcona św. Rozalii. Została wykonana w 1831 roku przez Tomasza Gałuszczyńskiego, kamieniarza z Suchej.

## Historia
W latach 1831–1832 w Żywcu rozprzestrzeniała się epidemia cholery. Na chorobę zachorowała m.in. jedyna córka żywieckich farbiarzy – Ignacego i Antoniny Krise. Modlili się oni do św. Rozalii z Palermo, która ma chronić od zarazy. Córka wyzdrowiała, a jej rodzice wierzyli, że ich prośby zostały wysłuchane. Ignacy Krise zamówił u Tomasza Gałuszczyńskiego, kamieniarza z Suchej, i ufundował pomnik.
Na początku rzeźba znalazła się w ogrodzie pomiędzy dwoma lipami, a chronił ją blaszany daszek. W dwudziestoleciu międzywojennym postanowiono w miejscu figury zbudować warsztat i sklep kuśnierski. Figurę planowano przenieść, jednak wierzono zarazę zamknięto pod słupem podczas uroczystej procesji. Wiara w przesądy i obawa przed powrotem epidemii okazały się tak wielkie, że nikt nie odważył się ruszyć posągu z miejsca. Budowę ukończono, ale figury nie ruszono z miejsca, pozostawiając ją natomiast w niszy budynku.
Podczas II wojny światowej miejsca kultu religijnego były niszczone przez armię niemiecką. W 1942 roku uszkodzona została również figura św. Rozalii, której odłamano głowę. Lokalna ludność nastraszyła jednak Niemców, że osoba, która dokonała świętokradztwa wkrótce umrze, przez co po dwóch dniach ukradziony element podrzucono. Niemcy bali się zniszczyć figurę, dlatego kazali tylko zacementować polskie napisy na cokole, jednak dzięki pamięci i zapisom mieszkańców udało się go później odtworzyć.
W 2008 roku kapliczka została poddana renowacji.

## Napis
Wierszyk znajdujący się na cokole figury:
Oyciec pogroził
Lecz się nie srożył
Dzieciom błądzącym
Się pokorzącym
Odpuścił winy.
Na twe przyczyny
Więc w świętych jego
Władze naszego
Wielbimy Boga

I zniknie trwoga